# Distretto di Chongwe
Il distretto di Chongwe è un distretto dello Zambia, parte della Provincia di Lusaka.
Il distretto comprende 17 ward:
- Bunda Bunda
- Chalimbana
- Chinkuli
- Chongwe
- Kanakantapa
- Kapwayambale
- Lukoshi
- Lwimba
- Mankanda
- Manyika
- Mwachilele
- Nakatindi
- Ntandabale
- Nyamanongo
- Nyangwena
- Rufunsa
- Shikabeta